# ゲーリー・カー
ゲーリー・カーまたはゲイリー・カー（Gary Karr、1941年11月20日 - 2025年7月16日）は、アメリカカリフォルニア州ロサンジェルス生まれ、カナダ在住のコントラバス奏者。ソロ楽器としてのコントラバスの魅力と可能性を確立したヴィルトゥオーゾ。
コントラバスのソロ演奏における音響的、技術的な困難を解消し、ドラゴネッティやボッテジーニのようにコントラバスソリストとしての活動を続けた。

## 略歴
カーの家系は代々コントラバス奏者で、カーも当たり前のように子供の時からコントラバスを始める。小さいころは、コントラバスの後ろに椅子を置いて、そこに乗って練習をしたという。その後はジュリアード音楽院でスチュアート・サンキーに師事する。公式プロ・デビューは、1962年、21歳のとき、バーンスタイン指揮ニューヨーク・フィルハーモニックとの共演であった。その演奏を聴いて感動したクーセヴィツキー未亡人から、クーセヴィツキーが使っていた1611年製のアマティを贈られることになる。
その後、彼はコントラバスのソリストとして活躍する。どこのオーケストラにも所属せず、ソロ活動だけで生計を立てる初めてのコントラバス奏者だと言われる。
2001年6月に公式の演奏会からの引退を宣言し、後進の指導に専念した。
脳動脈瘤とがんと闘病した後、2025年7月16日に死去。83歳没。

## 演奏の特徴
コントラバスの音は、ヴァイオリンやチェロのような明快さがない。したがって、ソロ楽器として聴かせるには、音を明快にする必要があった。彼は、コントラバス用の松脂ではなくヴァイオリン用の松脂を用い、他の奏者よりも松脂を少なくし、さらに駒の近くを弾くことで明快なコントラバスの音を得ることに成功した。この奏法により、演奏上の困難は増したものの、通常よりも硬く張りのある音色での演奏が可能となり、コントラバス初のソリストとしての活動を揺るぎないものとすることができた。

## レパートリー
彼のレパートリーは非常に多彩であり、コントラバス用の作品にとどまらない。
例えば、チェロにおいても高度な演奏技術が求められるシューベルトのアルペジョーネソナタ、ドヴォルザークのチェロ協奏曲をコントラバスで弾いてしまう。ドヴォルザークのチェロ協奏曲では、朝比奈隆指揮大阪フィルハーモニー交響楽団とのライブ録音が発売されている。
他にも、バッハの無伴奏チェロ組曲の全曲録音のCDや「荒城の月」などを収めた「日本のうた」というCDを発売している。